# Таитянский язык
Таитя́нский язы́к (таи́ти; самоназвание — te reo tahiti или te reo mā‘ohi) — язык таитян, один из полинезийских языков. Распространён на острове Таити и других соседних островах, входящих в группу островов Общества (Французская Полинезия). Используется как язык межнационального общения на о-вах Туамоту. Входит в полинезийскую группу океанийской зоны австронезийской семьи языков.
Число говорящих на нём — 130 тыс. чел. Впервые был описан миссионерами из Лондонского Миссионерского Общества.
Ближе всего к таитянскому стоят языки паумоту, маркизский, мангареванский и др. мелкие языки и диалекты Французской Полинезии.
Во Франции язык преподаётся в Национальном институте языков и восточных цивилизаций (INALCO), во Французской Полинезии — в Университете Французской Полинезии в Доме Культуры в Папеэте.

## Письменность
Таитянский алфавит основан на латинице и состоит из 14 знаков: A E F H I M N O P R T U V ’.

## Лингвистическая характеристика

### Фонетика
Набор звуков таитянского языка, как и других полинезийских, бедный. В сравнении с другими полинезийскими языками, в таитянском отсутствует носовой звук [ŋ] (ng). Преобладают гласные, которые могут быть как краткими, так и долгими (долгие гласные помечаются макроном).
Согласные:
|             | Губные | Альвеолярные | Глоттальные |
| ----------- | ------ | ------------ | ----------- |
| Взрывные    | p      | t            | ʔ           |
| Носовые     | m      | n            |             |
| Фрикативные | f v    |              | h           |
| Дрожащие    |        | r            |             |

Более подробное описание фонем таитянского языка:
| Буква | Название | Произношение | Примечания                                                     |
| Буква | Название | IPA          | Примечания                                                     |
| ----- | -------- | ------------ | -------------------------------------------------------------- |
| a     | ’ā       | /a/, /ɑː/    |                                                                |
| e     | ’ē       | /e/, /eː/    |                                                                |
| f     | fā       | /f/          | Становится [ɸ] после o и u                                     |
| h     | hē       | /h/          | Становится [ʃ] после i и перед o или u                         |
| i     | ’ī       | /i/, /iː/    | В некоторых словах может стать дифтонгом ai — например, в rahi |
| m     | mō       | /m/          |                                                                |
| n     | nū       | /n/          |                                                                |
| o     | ’ō       | /ɔ/, /oː/    |                                                                |
| p     | pī       | /p/          |                                                                |
| r     | rō       | /r/          |                                                                |
| t     | tī       | /t/          |                                                                |
| u     | ’ū       | /u/, /uː/    |                                                                |
| v     | vī       | /v/          | Становится [β] после o и u                                     |
| ’     | ’eta     | /ʔ/          | Каждый слог начинается с гортанной смычки.                     |

### Грамматика
В таитянском языке основную роль играют частицы, артикли и аффиксы. Используется редупликация. Корневые слова не изменяются. Род у существительных отсутствует. Есть определённый и неопределённый артикль. Множественное число и отрицание также выражаются отдельными артиклями.

#### Местоимения
Местоимения бывают единственного, двойственного и множественного числа. Местоимение «мы», кроме того, бывает инклюзивное (то есть «мы с тобой») и эксклюзивное (то есть «мы без тебя»). Притяжательные местоимения имеют две формы — неотчуждаемую и отчуждаемую — и три числа; они образуются из личных прибавлением частиц to и ta.

## Таитянская Википедия
Существует раздел Википедии на таитянском языке («Таитянская Википедия»), первая правка в нём была сделана в 2004 году. По состоянию на 6:35 (UTC) 7 мая 2025 года раздел содержит 1225 статей (общее число страниц — 3029); в нём зарегистрировано 8154 участника, один из них имеет статус администратора; 7 участников совершили какие-либо действия за последние 30 дней; общее число правок за время существования раздела составляет 53 720.